# Take a Journey
Take a Journey (estilizada como TAKE A JOURNEY) é uma canção de Hironobu Kageyama lançada em single homônimo pela Nippon Columbia em 21 de junho de 1997.

## Produção
O single foi lançado como parte das comemorações dos 20 anos de carreira de Kageyama.
A produção, composição, letras e arranjo da faixa-título ficou com os integrantes da banda japonesa PICASSO, que trabalhou na trilha sonora de diversos animes, como Maison Ikkoku e Ranma 1/2.
Já para o lado B, "My Dear", o próprio Kageyama escreveu e compôs a canção. Kageyama trabalhou com seu parceiro de longa data Kenichi Sudo. Ele fez o arranjo da música e é uma das parcerias mais longevas da carreira de Kageyama. Sudo trabalhou com Kageyama em seus álbuns Born Again; I'm in You; Cold Rain; e Rock Japan. Também formaram três bandas juntos, a AIRBLANCA, a TRY FORCE e a BROADWAY, com quem compuseram várias músicas para Os Cavaleiros do Zodíaco, a maioria inclusa no álbum Saint Seiya Hit Kyokushuu III BOYS BE ~Kimi ni Ageru Tame ni~. Sudo, aliás, compôs "Blue Dream", segundo encerramento do anime. Compôs e arranjou inúmeras músicas para outra banda de Kageyama, o JAM Project, sendo creditado em praticamente todos os álbuns da banda.

## Legado
A faixa-título foi usada como abertura do programa Anison Power Radio, apresentado pelo próprio Kageyama.
Kageyama incluiu "My Dear" em seus álbuns I'm in You, e Akogi na futaritabi daze!! Dai 1 Shou.

## Faixas
| N.º            | Título                              | Letras         | Música            | Arranjo        | Duração |  |
| 1.             | "TAKE A JOURNEY"                    | Junji Azuma    | Tetsuya Tsujihata | Hideharu Mori  | 4:32    |  |
| 2.             | "My Dear"                           | H. Kageyama    | H. Kageyama       | Kenichi Sudo   | 5:22    |  |
| 3.             | "TAKE A JOURNEY (Original Karaoke)" | instrumental   | T. Tsujihata      | H. Mori        | 4:36    |  |
| 4.             | "My Dear (Original Karaoke)"        | instrumental   | H. Kageyama       | K. Sudo        | 5:20    |  |
| Duração total: | Duração total:                      | Duração total: | Duração total:    | Duração total: | 19:50   |  |